# Max Dahlin
Max Dahlin (ur. 27 grudnia 2005 w Karlstad) – szwedzki tenisista, zwycięzca juniorskiego US Open w grze podwójnej chłopców.

## Kariera tenisowa
W 2021 zadebiutował w cyklu ITF Men’s Circuit.
Startując w rozgrywkach juniorów, Max Dahlin w 2023 roku zwyciężył w US Open w grze podwójnej chłopców, grając w parze z Oliverem Ojakäärem. W finale pokonali Włocha Federico Bondioliego i Austriaka Joela Schwärzlera.
W rankingu gry pojedynczej najwyżej był na 925. miejscu (13 listopada 2023), a w zestawieniu gry podwójnej na 1095. pozycji (30 października 2023).

### Finały juniorskich turniejów wielkoszlemowych

#### Gra podwójna (1–0)
| Końcowy wynik | Nr | Data            | Turniej            | Nawierzchnia | Partner        | Przeciwnicy                       | Wynik finału   |
| ------------- | -- | --------------- | ------------------ | ------------ | -------------- | --------------------------------- | -------------- |
| Zwycięzca     | 1. | 9 września 2023 | US Open, Nowy Jork | Twarda       | Oliver Ojakäär | Federico Bondioli Joel Schwärzler | 3:6, 6:3, 11:9 |